# Badinga
Badinga est un village du département et la commune rurale de Balavé, situé dans la province des Banwa et la région de la Boucle du Mouhoun au Burkina Faso.